# Billy Reid
William Jennings "Billy" Reid jr., más conocido como Billy Reid (Nueva York; 10 de septiembre de 1957) es un exjugador de baloncesto estadounidense. Con 1.96 de estatura, su puesto natural en la cancha era el de escolta. 

## Trayectoria
- Golden State Warriors (1980-1981)
- ABC Nantes  (1987-1990)
- Reims Champagne Basket (1991-1992)
- Entente sportive Avignon (1995-1999)
- Provence Basket (1999-2000)